# Московская федерация футбола
Московская федерация футбола — крупнейшая региональная общественная организация России. Она занимается организацией детско-юношеских соревнований, чемпионата Москвы среди команд любительских футбольных клубов, первенств Москвы по пляжному и мини-футболу, а также поддержкой, развитием и популяризацией всех разновидностей и дисциплин футбола в Москве. 
Под эгидой Московской федерацией футбола проходит более 16 000 футбольных матчей в год, в которых принимают участие свыше 40 000 зарегистрированных участников.

## Зарождение и развитие истории футбола в Москве
В 1905 году был основан первый официальный клуб, культивирующий футбол и имеющий свою закрытую площадку — легализовался и утвердил свой устав Сокольнический клуб спорта (С.К.С.).
С 1907 года стали проходить первые матчи с Санкт-Петербургом и командами из других регионов России.
1909 год принёс организации московского футбола новую ветвь развития. Игра начала входить в некоторые определённые рамки — появился первый календарь игр. В него вошли команды четырёх клубов. Никаких подсчётов очков, а вместе с ними и розыгрыша «первенства» не было.

В 1909 г. в Москву приехала команда «британцев» из Петербурга. Состоялся матч между  «С.К.С.» и командой из региона. На состязании москвичи впервые увидели, что русские, то есть доморощенные футболисты, могут конкурировать с англичанами.

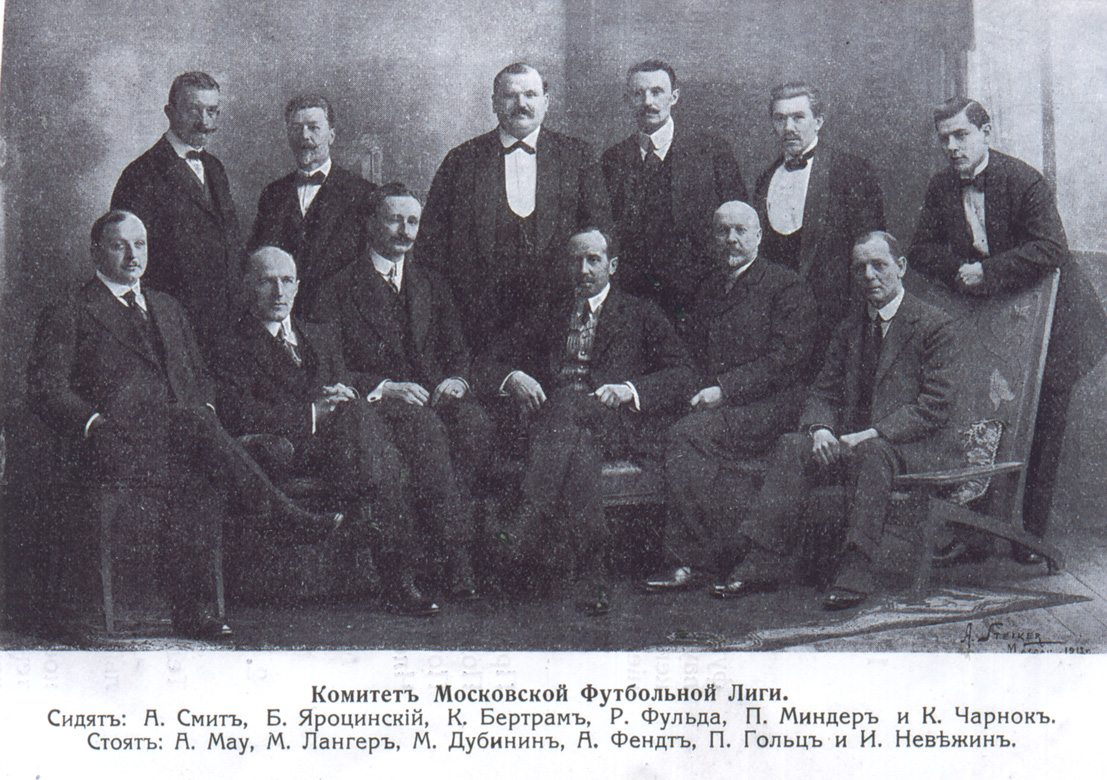
Комитет Московской Футбольной лиги

В январе 1910 года образовалась Московская футбольная лига, руководителем МФЛ назначен Фульда Роберт Фердинандович, а 25 июня 1910 года на учредительном собрании МФЛ, был избран первый состав комитета МФЛ, председателем которого был избран Андрей Петрович Мусси.
28 августа этого же года состоялось открытие первого официального Чемпионата Москвы по футболу. Таким образом, московский клубный футбол получил официальное, юридическое признание. Продолжал развиваться московский футбол и в годы Революции и Гражданской войны. Создавались новые коллективы.
В 1922—1924 годах были образованы такие популярные сегодня команды, как «Динамо», «Спартак», «Локомотив», ЦСКА и другие.
В сентябре 1923 года сборная Москвы стала победителем первого чемпионата СССР. С 1936 года сильнейшие московские команды стали принимать регулярное участие в чемпионатах СССР среди клубов, где до середины 60-х годов неизменно занимали авангардные позиции. Нередко все высшие места в чемпионатах и полуфинальные высоты в розыгрыше Кубка занимали московские команды. Значение столицы в становлении, развитии и истории советского футбола трудно переоценить. Советская школа, советский стиль игры создавались многие десятилетия футболистами многих городов и республик, но вклад москвичей особо ощутим.
В 2010 году футбольные соревнования в московском футбольном сообществе проходило под знаком 100-летия со дня образования Московского футбола.
4 апреля 2013 года на конференции Московской федерации футбола единогласным решением членов Московской федерации футбола Сергей Вячеславович Анохин был избран новым президентом Московской федерации футбола
.
19 января 2018 года Анохин был переизбран президентом Московской федерации футбола еще на 5 лет.
С 2013 года работает Центр по подготовке судей и инспекторов.
С 2017 года работает Центр по подготовке детско-юношеских тренеров имени Константина Бескова.
В 2019 году Московская федерация футбола подписала четырехстороннее соглашение о сотрудничестве с Российским футбольным союзом, Министерством спорта и Правительством Москвы.В рамках соглашения трём московским школам был присвоен статус «Регионального центра подготовки»: «Чертаново», «Строгино» и ФШМ.
06 июня 2022 года на Внеочередном Общем собрании Московской федерации футбола президентом организации единогласно сроком на пять лет был избран Старцев Александр Анатольевич.

## Соревнования, проводимые под эгидой Московской федерации футбола

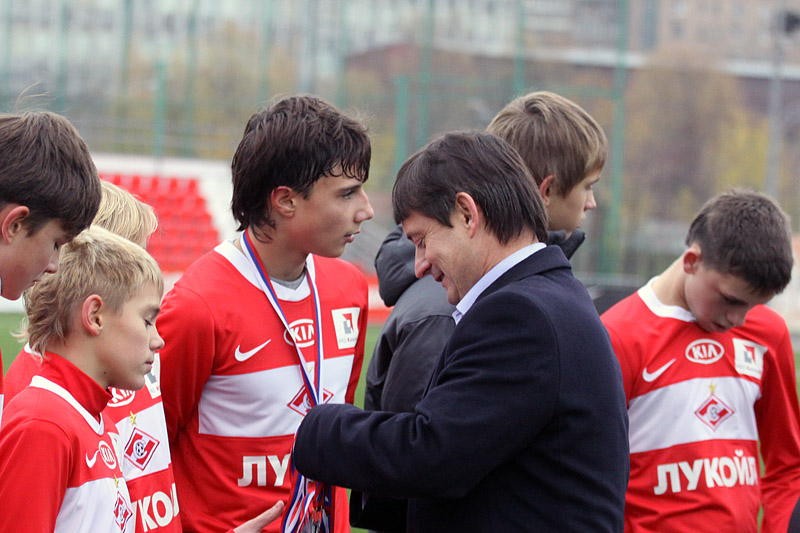
Награждение Академии «Спартак»

1. Первенство Москвы по футболу среди команд спортивных школ. В 2024-м году прошло в шести лигах («Клубная лига», «Первая лига», «Вторая лига», «Третья лига», «Четвертая лига», «Пятая лига»). Участвуют 65 академий, число участников увеличивается каждый год. В «Клубной лиге» участвуют самые сильные футбольные школы Москвы и академии при профессиональных клубах — Спартак, Динамо, ЦСКА, Локомотив, Торпедо, Родина и т. д. Большинство футболистов юношеских сборных команд России играют в «Клубной лиге». Проводится Зимний и Летний сезоны Первенства Москвы в течение года. В соревнованиях участвуют команды 8 возрастных категориях. Три младших возраста играют двумя составами, результаты матчей вторых составов не фиксируются.
2. Кубок Москвы им Р. Фульда среди команд ДЮСШ, СДЮСШОР (участвуют команды всех московских школ U-14)
3. Первенство Москвы среди команд девочек ДЮСШ, СДЮСШОР
4. Первенство Москвы по футзалу среди команд ДЮСШ, СДЮСШОР
5. Суперлига Москвы по футзалу среди команд любительских клубов
6. Первенство Москвы по пляжному футболу среди команд ДЮСШ, СДЮСШОР
7. Первенство России, зона «Москва», группа/дивизион «А» — 3 Дивизион (любительские футбольные команды)
8. Первенство России, зона «Москва», группа/дивизион «Б» — 4-й Дивизион (Чемпионат Москвы) (любительские футбольные команды не старше 21 года)
9. Первенство Москвы по пляжному футболу среди ЛФК
10. Турнир «Негаснущие звезды» — проходит под эгидой РФС и Московской федерации футбола начиная с мая 2013 года.
11. Чемпионат Москвы по футболу 8х8 среди студенческих команд
12. Moscow Children’s League — массовые соревнования для детей, однодневные и многодневные футбольные фестивали для всех желающих и еженедельная футбольная лига с соревнованиями для детей от 5 до 17 лет.
13. Первенство Москвы по интерактивному футболу среди футболистов спортивных школ[источник не указан 1310 дней]

## Сборные команды Москвы

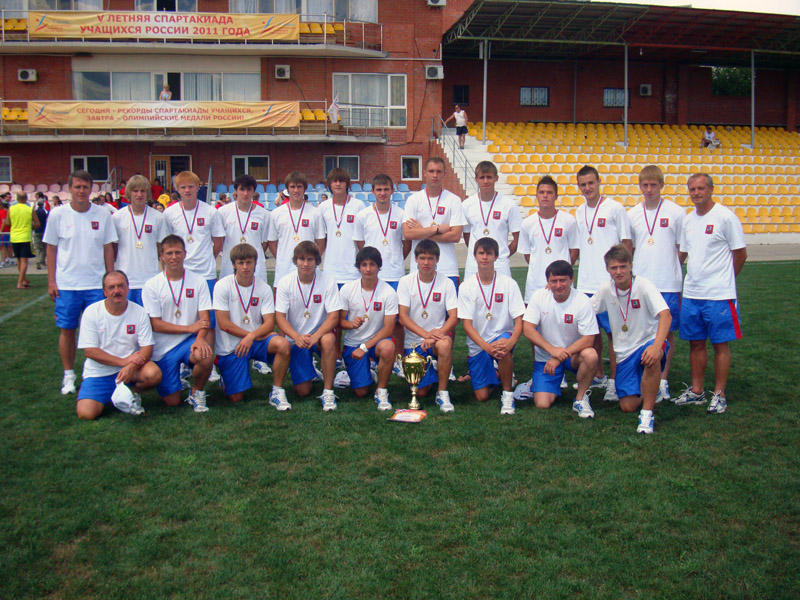
Сборная Москвы 1995 г.р. на Спартакикаде учащихся РФ 2011 года

Одним из важнейших направлений работы Московской федерации футбола является формирование и поддержка сборных команд Москвы, которые участвуют в соревнованиях Российского футбольного союза (Первенства России среди МРО) и Министерства спорта Российской Федерации (Спартакиада учащихся РФ).
Сборные команды Москвы регулярно побеждают на Спартакиаде учащихся РФ. Победы одерживали юношеские команды 1993 г.р. (2009 год), 1995 г.р. (2011 год), 1997 г.р. (2013 год), 2002 г.р. (2017 год), 2004 г.р. (2019 год). Женские сборные Москвы одерживали победы на всех Спартакиадах учащихся последних лет.
Сборная Москвы является победительницей двух последних Спартакиад учащихся Российской федерации среди юношей, проводимых в 2011 году (команды 1995 г.р.) и в 2009 году (команды 1993 г.р.). На обоих турнирах сборная Москвы не потерпела ни одного поражений. Лучшими бомбардирами становились спартаковцы Козлов (в 2009-м году) и Давыдов (в 2011-м году)
В 2013 году сборная команда Москвы 1997 года рождения завоевала право участвовать в четвертом (финальном) раунде Спартакиады учащихся Российской федерации.
В 2012-м и 2011-м годах сборные Москвы выиграли либо выходили в финал всех Первенств, в которых принимали участие. В 2013 году сборная команда Москвы 1998 года рождения завоевала серебряные медали Первенства России среди МРО.
Сборные Москвы среди команд девушек побеждали в 2020-2024 году на Спартакиадах учащихся РФ и Первенствах России среди МРО.
Сборные Москвы являются базовыми для сборных команд России всех возрастов, как среди юношей, так и среди девушек.

## Обладатели «Золотого мяча»
«Золотой мяч МФФ» — ежегодная награда для лучших молодых игроков Москвы.
Игорь Школик («Динамо») - лучший игрок Москвы (2001 г.р.). Прошёл систему подготовки ФК «Динамо». Будучи игроком «Динамо» направлялся в аренды в «Ротор», «Нефтехимик». В феврале 2024 года по окончании контракта с «бело-голубыми» перешёл в минское «Динамо». По истечении контракта с белорусским клубом (в январе 2025 года) стал игроком греческого «Ираклиса». 
Кирилл Щетинин («Локомотив») - лучший игрок Москвы (2002 г.р.). Прошёл систему подготовки ФК «Локомотив». В июле 2021 года пополнил ряды «Зенита-2». После чего был отдан в аренду в ФК «Ростов». В июле 2022 года был куплен ФК «Ростов». 
Владислав Шитов («Спартак») - лучший игрок Москвы (2003 г.р.). Прошёл систему подготовки ФК «Спартак». В июле 2022 года был отдан в аренду в самарские «Крылья Советов». В феврале 2023 года самарский клуб выкупил права на игрока. 
Сергей Пиняев («Чертаново») - лучший игрок Москвы (2004 г.р.). Прошёл систему подготовки ФК «Чертаново». В июле 2021 года перешёл в самарские «Крылья Советов». В январе 2023 года пополнил ряды ФК «Локомотив». 
Константин Тюкавин («Динамо») - лучший игрок Москвы (2002 г.р.). Прошёл систему подготовки ФК «Динамо». На данный момент является игроком основного состава «бело-голубых» и игроком национальной сборной России. 
Артём Соколов («Чертаново») - лучший игрок Москвы (2003 г.р.). Прошёл систему подготовки ФК «Чертаново». В июле 2021 перешёл в ФК «Химки». В феврале 2022 был куплен самарскими «Крыльями Советов», после чего побывал в аренде «Пари НН» и «Торпедо». На данный момент находится в аренде в ФК «Челябинск». 
Ульви Бабаев («Динамо») - лучший игрок Москвы (2004 г.р.). Прошёл систему подготовки ФК «Динамо». Был игроком «Динамо-2». В августе 2024 года пополнил ряды самарских «Крыльев Советов». 
Тимур Ким («Спартак») - лучший игрок Москвы (2005 г.р.). Прошёл систему подготовки ФК «Спартак». Был игроком молодёжного состава «Спартака» и «Спартака-2». В апреле 2024 года перешёл в ФК «Рязань». В июле 2024 года пополнил ряды обнинского «Кванта». 
Егор Степанов («Спартак») - лучший игрок Москвы (2006 г.р.). В 2021 перешёл из «Спартака» в «Локомотив». На данный момент игрок молодёжного состава ФК «Локомотив». 
Дарья Новик («Чертаново») - лучший игрок Москвы девушки. Прошла систему подготовки Академии ФК «Чертаново». На данный момент игрок ФК «Чертаново».
Иван Бобёр - лучший игрок Москвы (2006 г.р.). Игрок команды «Крылья Советов-2» (Самара). Выступал за юношеские сборные России.
Денис Покотыло (Чертаново) - лучший игрок Москвы (2006 г.р.). С января 2024 года игрок ФК «Челябинск». 
Александр Помалюк (Чертаново) - лучший игрок Москвы (2007 г.р.). С апреля 2024 игрок команды «Спартак» (ЮФЛ) 
Артём Глотов (Родина) - лучший игрок Москвы (2008 г.р.). Игрок команды «Родина» (ЮФЛ). 
Иван Овчинников (Строгино) - лучший игрок Москвы (2009 г.р.). Игрок команды «Строгино» (ЮФЛ) 
Ангелина Осауленко (Чертаново) - лучший игрок Москвы среди девушек (2007 г.р.) . Завершила карьеру по причине травмы
Никита Беленков (Локомотив) - лучший игрок Москвы (2008 г.р.). Игрок команды «Локомотив» (ЮФЛ). 
Ренат Мудрак (Строгино) - лучший игрок Москвы (2009 г.р.). Игрок команды «Строгино» (ЮФЛ) 
Денис Богатиков (Строгино) - лучший игрок Москвы (2010 г.р. ). Игрок команды «Строгино» (ЮФЛ) и Сборной России U16 
Милана Милая (Сокол) - лучший игрок Москвы среди девушек (2008/2009 г.р.). Игрок команды «Строгино»
Фёдор Цюсько (Чертаново) - лучший игрок Москвы (2010 г.р.) 
Савелий Арбузов (Динамо) - лучший игрок Москвы (2011 г.р.) 
Эвелина Серова (Спартак) - лучший игрок Москвы среди девушек (2011 г.р.)

## Информационное обеспечение, пропаганда и популяризация футбола
МФФ активно занимается популяризацией футбола как базового вида спорта в столице, используя современные инструменты информационного взаимодействия и продвижения. Ведущие позиции Москвы в российской футбольной экосистеме подтверждаются не только спортивными достижениями, но и значительным успехом в развитии информационных платформ и социальных сетей.  
На аккаунты федерации в социальных сетях подписано более 100 000 человек, которые ежедневно вовлечены в футбольную жизнь столицы. 
Особое внимание уделяется официальному сайту Московской федерации футбола , который стал ключевой информационной площадкой для участников и любителей спорта. Только за 2024 год его посетили порядка 5 миллионов уникальных пользователей. Этот показатель подтверждает высокую востребованность ресурсов федерации и её лидерство в информационной спортивной экосистеме.
Популяризация футбола через цифровые платформы способствует укреплению статуса Москвы как футбольной столицы России и задаёт новые стандарты взаимодействия с аудиторией. МФФ продолжает внедрять современные медийные форматы и технологии, что делает футбол ещё ближе и доступнее для каждого жителя столицы.
| № п/п | Информационный ресурс  | Направление – информационное обеспечение (ср.число посещений в день / подписчиков) | Направление – информационное обеспечение (ср.число посещений в день / подписчиков) | Направление – информационное обеспечение (ср.число посещений в день / подписчиков) | Направление – информационное обеспечение (ср.число посещений в день / подписчиков) | Направление – информационное обеспечение (ср.число посещений в день / подписчиков) |
| № п/п | Информационный ресурс  | 2020                                                                               | 2021                                                                               | 2022                                                                               | 2023                                                                               | Текущий период                                                                     |
| 1     | Интернет-сайт mosff.ru | 7 430                                                                              | 9 249                                                                              | 10 765                                                                             | 11 248                                                                             | 13 030                                                                             |
| 22    | ВКонтакте              | 198                                                                                | 287                                                                                | 331                                                                                | 405                                                                                | 831                                                                                |
| 33    | Telegram               | 1255                                                                               | 1906                                                                               | 2680                                                                               | 3 329                                                                              | 4 141                                                                              |

Федерация успешно внедрила собственную цифровую платформу, которая стала ключевым инструментом для организации и администрирования всех соревнований, проводимых под её эгидой. Решение о разработке платформы было принято на Общем собрании федерации в 2020 году, и с начала 2021 года платформа функционирует в полном объёме.
Собственная информационная система полностью заменила использование сторонних платформ, обеспечивая высокий уровень информационной безопасности, оперативность обновлений и полное соответствие требованиям федерации. Платформа позволяет собирать, обрабатывать и предоставлять всю статистическую информацию о соревнованиях, командах и игроках в режиме реального времени благодаря внедрённой системе электронного протокола. Это даёт возможность всем участникам, тренерам, болельщикам и заинтересованным лицам получать актуальные данные обо всех матчах, турнирах и спортсменах.
Инновационный подход к созданию платформы обеспечил её соответствие мировым стандартам и современным требованиям. Она охватывает все разновидности футбола, от массовых и любительских лиг до профессиональных турниров, упрощая их организацию и доступ к данным. Кроме того, платформа стала важным шагом в популяризации футбола, делая его более доступным для широкой аудитории.
Единая цифровая платформа московского футбола представляет собой значительный вклад в систематизацию данных о соревнованиях, улучшение взаимодействия с участниками и повышение прозрачности деятельности РОО МФФ.

## Международное сотрудничество
В 2025 году РОО МФФ подписала обновленное четырехстороннее соглашение о сотрудничестве с Общероссийской общественной организацией спортивной федерацией по футболу «Российский футбольный союз» (далее – РФС), Министерством спорта Российской Федерации и Правительством Москвы. Этот документ стал важнейшим шагом для дальнейшего укрепления позиций Москвы в развитии футбола как на региональном, так и на международном уровнях. 
В рамках соглашения предусмотрено активное взаимодействие с ключевыми департаментами Правительства Москвы: Департаментом образования и науки города Москвы, социальной защиты, СМИ и рекламы, информационных технологий, строительства и другими структурами. Сотрудничество охватывает широкий спектр задач, включая проведение школьных соревнований, организацию массовых турниров, контроль над спортивными площадками и соблюдение законодательства в работе детских футбольных школ. 
РОО МФФ, оставаясь ведущей региональной федерацией в России, активно делится своим опытом с другими регионами и РФС, внедряя передовые методики организации соревнований, подготовки кадров и управления инфраструктурой.
Несмотря на сложившиеся международные вызовы и текущую изоляцию, Московская федерация футбола остается приверженной курсу на развитие международных связей. 
С 2022 года Президент Московской федерации футбола Александр Старцев подписал ряд соглашений о сотрудничестве с футбольными федерациями Белграда, Пекина, Джакарты и Самаркандской области. Эти партнерства направлены на углубленный обмен опытом, проведение совместных турниров и учебных сборов, разработку образовательных программ для тренеров, судей и игроков, а также внедрение инновационных методик подготовки. 
Международная деятельность РОО МФФ  демонстрирует способность Москвы адаптироваться к новым вызовам и оставаться на передовой спортивного развития. Эти инициативы открывают новые возможности для столичного футбола, укрепляя его лидерские позиции не только в России, но и за её пределами.